# Єдиний державний реєстр міжнародних організацій, членом яких є Україна
Єдиний державний реєстр міжнародних організацій, членом яких є Україна, –система збирання, накопичення та обробки інформації про членство в міжнародних  організаціях, у тому числі про фінансові зобов'язання України перед цими організаціями. 
До Реєстру включаються міжнародні організації, членом яких є Україна відповідно до міжнародних договорів, укладених від імені України, Кабінету Міністрів України, центральних органів виконавчої влади. 

## Мета
- визначення офіційного переліку міжнародних організацій, членом яких є Україна;
- моніторинг за набуттям членства в нових міжнародних організаціях або відмовою від подальшого членства в тих міжнародних організаціях, в яких воно набуто раніше (припинення чи зупинення дії);
- забезпечення органів державної влади інформацією щодо членства в міжнародних організаціях;
- врегулювання питань щодо джерел здійснення видатків, пов'язаних з виконанням фінансових зобов'язань перед  міжнародними організаціями.

## Куратор Реєстру
Реєстр створюється і ведеться Міністерством закордонних справ України, яке забезпечує: 
- узагальнення інформації центральних органів виконавчої влади про членство в міжнародних організаціях;
- ведення та поновлення бази даних Реєстру, а також розміщення інформації на Web-сторінці Міністерства;
- подання двічі на рік (до 15 лютого та 15 серпня) інформації про членство в  міжнародних організаціях до Міністерства фінансів України.

## Інформація про міжнародну організацію
До  Реєстру включається така інформація про міжнародну організацію: 
- повна і скорочена офіційна назва українською та однією з її офіційних мов;
- періодичність і місце проведення засідань керівного органу;
- адреса штаб-квартири міжнародної організації та її представництва в Україні;
- дата набуття Україною членства;
- підстава для набуття членства, зокрема – акт законодавства України (його дата прийняття, номер, назва, ким прийнятий);
- статус членства: повноправний, асоційований член, спостерігач);
- характер фінансових зобов'язань перед міжнародною організацією: сплата вступного внеску, щорічного членського внеску, добровільного внеску;
- джерело видатків щодо виконання фінансових зобов'язань перед міжнародною організацією: назва джерела, що визначалося при набутті членства, а також назва   фактичного джерела фінансування;
- інформація щодо фінансових зобов'язань: вид валюти, в якій сплачується внесок,  обсяг фінансових зобов'язань на поточний рік та, у разі наявності – обсяг невиконаних у попередні роки фінансових зобов'язань;
- центральний орган виконавчої влади, який відповідає за виконання фінансових зобов'язань перед міжнародною організацією.

## Підстава включення до Реєстру
Центральні органи виконавчої влади,  які відповідають за виконання фінансових зобов'язань перед міжнародними організаціями, подають двічі на рік (до 15 січня року  та 15 липня) МЗС уточнену інформацію про членство в міжнародних організаціях. 
Див. також:
- Міжнародний договір
- Міжнародні договори України
- Міжнародні угоди в історії України
- Міжнародна організація
- Міжнародні організації
- Державний реєстр
- Членство України в міжнародних організаціях